# Натан

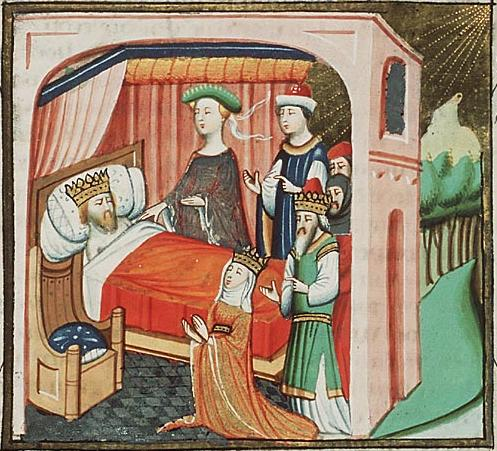
Молода прислужниця Авішаґ, дружина Вірсавія та пророк Натан доглядають за старим та лежачим Давидом. З колекції з м. Гаага, Нідерланди, бл. 1435 р.

Стосовно інших осіб з цим іменем див. Натан (ім'я)

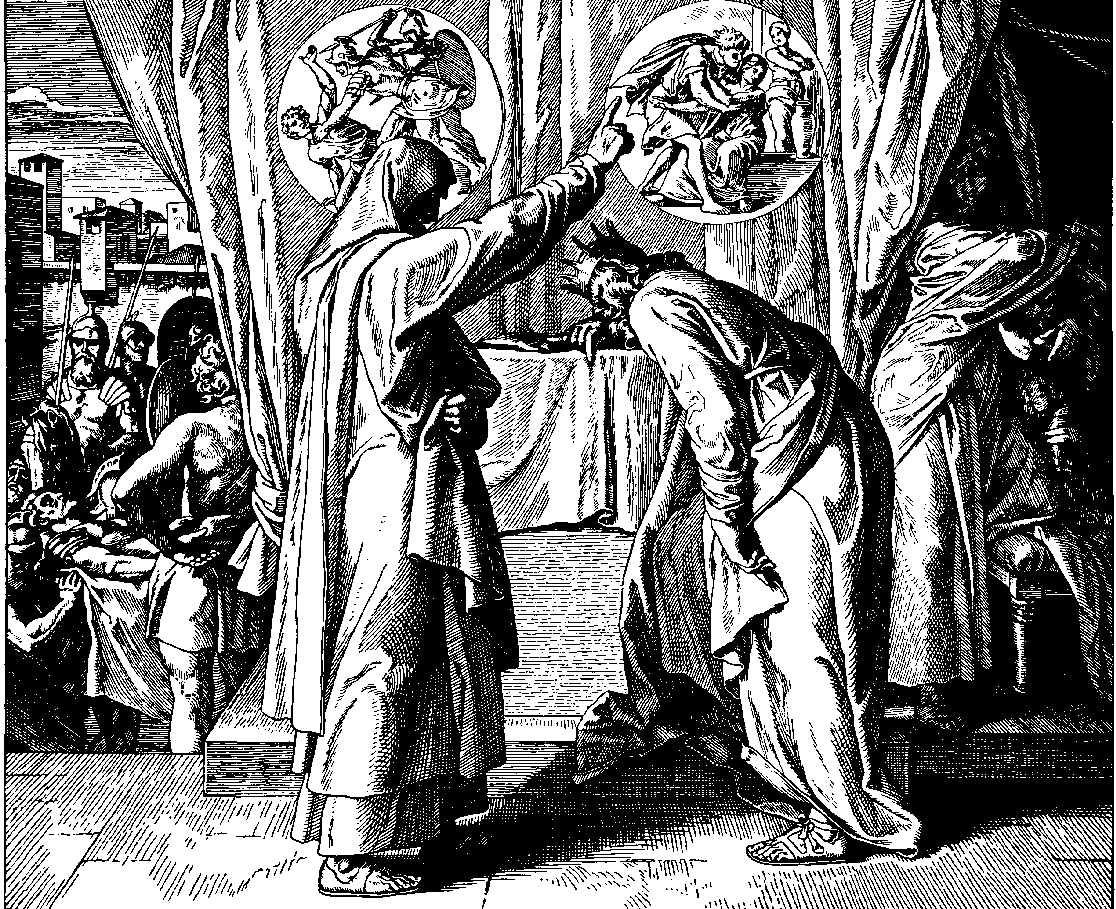
Натан докоряє царю Давиду за перелюб з Вірсавією. Гравюра на дереві. Юліус Шнор фон Карольсфельд (1794 - 1872), німецький художник.

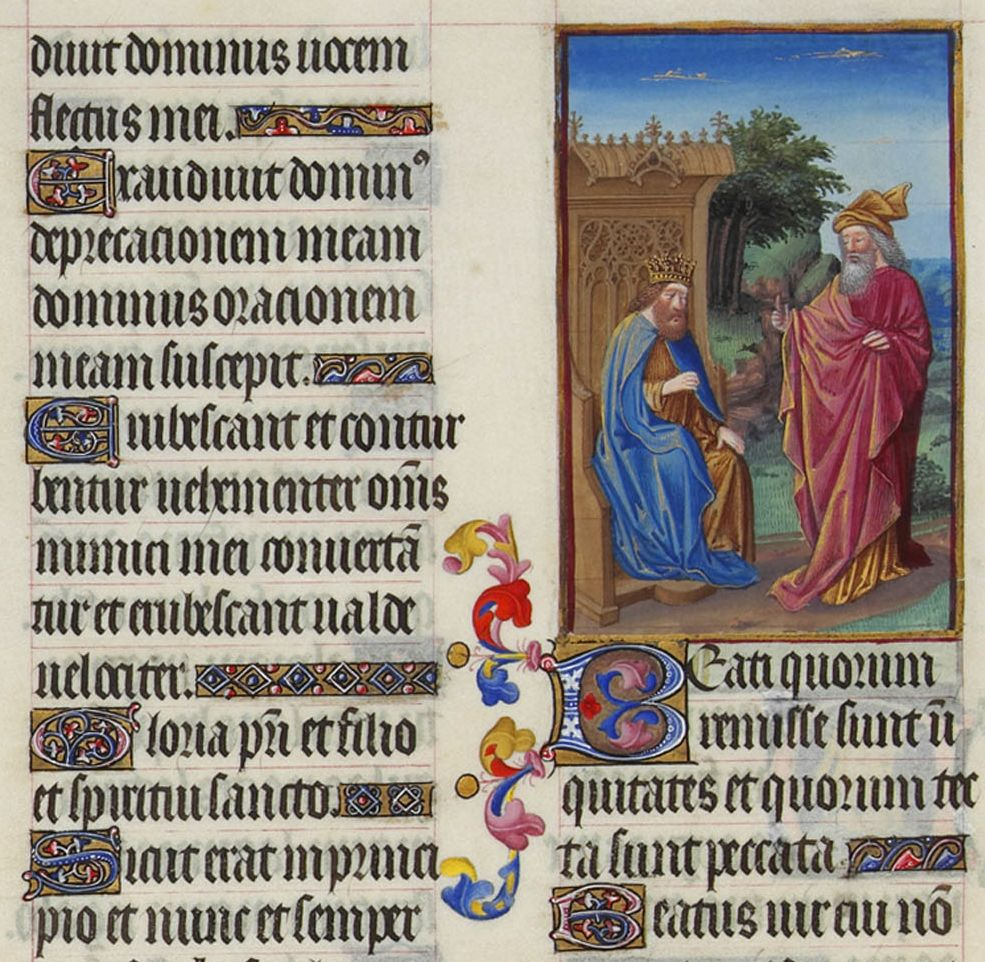
Цар Давид та пророк Натан (в червоному вбранні). Ілюстрація. Музей Конде, Шантійї, Франція

Ната́н (церковнослов'янською: Нафан) — придворний пророк юдейського царя Давида та його другої дружини Вірсавії, спадкоємець і наступник пророка Самуїла. Неоднократно згадується в Біблії. Одного разу він прийшов до Давида докорити йому за вчинення перелюбу з Вірсавією, коли вона була дружиною Урії. Через пророка Натана Бог теж сказав Давиду, що Храм побудує його син (Соломон). Натан разом зі священиком Садоком помазав Соломона царем над Ізраїлем.
Його дії описуються в Книгах Самуїла, Царів та Хронік (див. особливо, 2 Самуїла 7:2-17, 12:1-25.) Натан написав історії правління царів Давида і Соломона (див. 1 Хронік 29:29 та 2 Хронік 9:29). 
З II Книги Хронік 29:25 теж зрозуміло, через пророка Натана Господь наказував поставити музичних виконавців на цимбалах, арфах і цитрах для виконання під час жертвоприношень в Єрусалимському храмі: 
| І привели козлів жертви за гріх перед царя та збори, і вони поклали свої руки на них. І зарізали їх священики, а їхньою кров'ю очистили жертівника, щоб очистити всього Ізраїля, бо за всього Ізраїля звелів цар принести це цілопалення та цю жертву за гріх. І поставив він Левитів Господнього дому з цимбалами, з арфами та з цитрами, за наказом Давида та Ґада, царевого прозорливця, та пророка Натана, бо в руці Господа наказ, що йде через пророків Його. І поставали Левити з Давидовим знаряддям, а священики із сурмами. І сказав Єзекія принести цілопалення на жертівника. А коли розпочали цілопалення, зачався спів Господеві та звуки сурем і музичного знаряддя Давида, Ізраїлевого царя. |

У 1 Царів 1:8-45 Натан говорить вмираючому Давиду про змову Адонії стати царем, яка однак закінчилась тим, що царем став Соломон. За порадою пророка Натана і при його підтримці Вірсавії вдалося переконати царя поспішити з виконанням даної їй обіцянки: назначити їхнього сина Соломона своїм спадкоємцем і помазати його зразу ж на царство. Священик Садок в супроводі пророка Натана, Бенаї і відділу царських тілоохоронців повезли Соломона на царському ослі до джерела Гіхон, де Цадок помазав його на царство. Коли роздалися звуки рогу, народ закричав: "Нехай живе цар!". Народ стихійно пішов за Соломоном, супроводжуючи його у двір з музикою і ликуючими криками. Це описується так:
| І донесли цареві, говорячи: Ось пророк Натан! І ввійшов він перед цареве обличчя і впав перед царем обличчям своїм до землі. І сказав Натан: Пане мій царю! Чи ти сказав: Адонія буде царювати по мені, і він буде сидіти на троні моїм? Бо зійшов він сьогодні, і приніс у жертву багато волів і худоби ситої та худоби дрібної. І він покликав усіх царських синів, і провідників війська, і священика Евіятара, і ось вони їдять та п'ють перед ним, і говорять: Нехай живе цар Адонія! А мене я раб твій! і священика Садока, і Бенаю, сина Єгоядиного, та раба твого Соломона не покликав. Чи ця річ була від пана мого царя, а ти не повідомив раба свого, хто буде сидіти на троні мого пана царя по ньому? А цар Давид відповів та й сказав: Покличте мені Вірсавію! І прийшла вона перед царське обличчя, і стала перед царем. І присягнув цар та й сказав: Як живий Господь, що визволив душу мою від усякого лиха, як присягнув я тобі Господом, Богом Ізраїля, говорячи: Син твій Соломон буде царювати по мені, і він буде сидіти на моєму троні замість мене, так я й зроблю цього дня! І вклонилася Вірсавія обличчям своїм до землі, і впала перед царем та й сказала: Нехай живе пан мій, цар Давид, навіки! І сказав цар Давид: Покличте мені священика Садока, і пророка Натана та Бенаю, сина Єгоядиного. І поприходили вони перед цареве обличчя. І сказав цар до них: Візьміть із собою слуг вашого пана, і посадіть мого сина Соломона на мою мулицю, і зведіть його до Ґіхону. А там помаже його священик Садок та пророк Натан на царя над Ізраїлем. І засурміть у сурму та й скрикнете: Нехай живе цар Соломон! |

Римо-католицька церква вшановує його пам'ять 24 жовтня. Православна - 29 грудня.

## Цитати
В 7 голові II книги пророка Самуїла (вірші 1-17) оповідається про розмову царя Давида з пророком Натаном після якої вночі до Натана було Господнє слово, що по смерті Давида, Господь поставить по ньому насіння і зміцнить його царство:
| І сталося, коли цар осів у своєму домі, а Господь дав йому відпочинути від усіх ворогів його навколо, то цар сказав до пророка Натана: Подивися, я сиджу в кедровому домі, а Божий ковчег знаходиться під завісою! І сказав Натан до царя: Усе, що в серці твоїм, іди й зроби, бо Господь з тобою. І сталося тієї ночі, і було Господнє слово до Натана, кажучи: Іди й скажеш до раба Мого, до Давида: Так сказав Господь: Чи ти збудуєш Мені дім на Моє пробування? Бо Я не пробував у домі від дня виведення Мого Ізраїлевих синів з Єгипту й аж до цього дня, але ходив у наметі та в шатрі. Скрізь, де ходив Я поміж Ізраїлевими синами, чи промовив Я хоч слово з яким із Ізраїлевих племен, якому наказав Я пасти народа Мого, Ізраїля, говорячи: Чому не збудували ви Мені кедрового дому? А тепер так скажеш Моєму рабові Давидові: Так сказав Господь Саваот: Я взяв тебе з пасовиська, як ходив ти за отарою, щоб ти став володарем над народом Моїм, над Ізраїлем. І був Я з тобою в усьому, де ти ходив, і вигубив Я всіх ворогів твоїх з-перед тебе, і зробив тобі велике ім'я, як ім'я великих на землі. І встановив Я місце для народу Мого, для Ізраїля, і він пробуватиме на своєму місці, і не буде вже непокоєний, і кривдники не будуть більше гнобити його, як перед тим. А від того дня, як Я настановив суддів над народом Моїм, Ізраїлем, то Я дав тобі мир від усіх ворогів твоїх. І Господь об'являє тобі, що Господь побудує тобі дім. Коли виповняться твої дні, і ти ляжеш із своїми батьками, то Я поставлю по тобі насіння твоє, що вийде з утроби твоєї, і зміцню його царство. Він збудує дім для Ймення Мого, а Я зміцню престола його царства навіки. Я буду йому за Батька, а він буде Мені за сина. Коли він скривить дорогу свою, то Я покараю його людською палицею та поразами людських синів. Та милість Моя не відхилиться від нього, як відхилив Я її від Саула, якого Я відкинув перед Тобою. І буде певним твій дім та царство твоє аж навіки перед тобою. Престол твій буде міцно стояти аж навіки! Як усі ці слова, як усе це видіння, так говорив Натан до Давида. |
В цьому об'явленні мова може йти як і про Давидового сина Соломона, який збудував Храм для Господа як і про нащадка Давида - Господнього Сина Ісуса Христа, вічний престол якого може матися на увазі.